# Polystichum fimbriatum
Polystichum fimbriatum är en träjonväxtart som beskrevs av Christ. Polystichum fimbriatum ingår i släktet Polystichum och familjen Dryopteridaceae. Inga underarter finns listade.